# Župa sv. Josipa, Đurđenovac
Župa sv. Josipa u Đurđenovcu utemeljena je 1939., a pod upravom je Franjevačkoga reda bila do 2023. i nakon toga sada je pod upravom Požeske biskupije. Župa pripada Našičkom dekanatu Požeške biskupije.

## Povijest Župe
Crkvu Sv. Josipa je dala izgraditi uprava Drvno-industrijskog kombinata pod inicijativom židovskog industrijalca Alexandra Sohra zbog sve većeg priljeva radnika katoličke vjeroispovjesti koji su doseljavali u novoosnovani Đurđenovac radi zaposlenja. Do tada, a počevši od 1925., u Đurđenovcu su Franjevci iz Našica služili mise u prostorijama Građanske škole u današnjoj Stepinčevoj ulici.
Izgradnja je crkve započela u srpnju 1936. godine prema nacrtima graditeljsko-urbanističkog ureda u sklopu tvrtke Našička d.d., koji je bio zadužen za planiranje i izgradnju novih objekata na Tvrtkinom posjedu u Đurđenovcu. Zgrada je crkve izgrađena u industrijskom stilu s neogotičkim elementima (kontrafori, gotički lukovi, šiljasti prozori). Crkvena se zgrada sastoji od jednoga broda, apside, narteksa i kora. Izgradnja je trajala godinu dana. 26. kolovoza 1937. godine crkvu je posvetio nadbiskup Zagrebački Alojzije Stepinac imenom sv. Josipa Radnika. 1938. godine je uz zapadnu stranu apside dograđena prostorija za pastoralno osoblje. 8. siječnja 1939. kardinal Alojzije Stepinac izdaje bulu o uspostavi župe Sv. Josipa te ju dodjeljuje na upravljanje franjevcima do 2023. godine i tu župu preuzima Požeška biskupija.
Oltar sv. Josipa izrađen je u Tvornici pokućstva u sklopu Drvno-industrijskog kombinata. Oltarnu sliku "Familia sacra" izradio je akademski slikar Pavao Gavranić po narudžbi direktora Alexandra Sohra. Slika je izvorno bila uvezena na tridentski oltar koji nije sačuvan.
U crkvi su izgrađena i dva lateralna neogotička oltara; oltar sv. Antuna izradio je rezbar Bály, a kip je dopremljen iz Budimpešte i postavljen na oltar za Božić 1937. godine. Oltar Bogorodice izgrađen je 1938. godine.
Ispovjedaonicu je izradio majstor Kirnbauer 1939. godine. a freske je izradio vojni slikar Ivan Kovač 1944. godine.
1967. godine je opsežnim nadograđivanjem povećana izvorna prostorija za pastoralno osoblje, pa je tako izgrađen župni ured i prostorije Franjevačke rezidencije Đurđenovac.

## Crkve u Župi
U sklopu Župe postoje sljedeći sakralni objekti: crkva u Našičkom Novom selu posvećena Sv. Ani, crkva u Teodorovcu posvećena Sv. Ivanu Krstitelju, te crkva u Pribiševcima posvećena sv. Barbari.

## Župnici
1. o. Ostijan Ostrognaj (1938. - 1942.)
2. o. Herman Hermenegildo (1942.-1943.)
3. o. Ladislav Harapin (1943.-1944.)
4. o. Martin Perc (1944.-1945.)
5. o. Bernardo Baksa (1945.-1947.)
6. o. Rufin Ruf (1947.-1951.)
7. o. Bernardo Baksa (1951.-1954.)
8. o. Rufin Ruf (1954.-1957.)
9. o. Ivan Kovač (1957.-1960.)
10. o. Ivan Krznar (1960.-1966.)
11. o. Celestin Čakarić (1966.-1975.)
12. o. Mladen Majnarić (1975.-1978.)
13. o. Egidije Biber (1978.-1981.)
14. o. Rikard Patafta (1981.-2008.)
15. o. Josip Grubišić (2008.-2017.)
16. o. Tonio Vučemilović (2017.-2023.)
17. preč. Nikola Jušić (2023.- 2025.)
18. preč. Franjo Nemet (2025.-)

## Vanjske poveznice
1. http://www.ofm.hr/index.php/prisutnost/hrvatska/53-durdenovac  Arhivirana inačica izvorne stranice od 23. srpnja 2013. (Wayback Machine)
2. http://www.pozeska-biskupija.com/
3. https://pozeska-biskupija.hr/2023/08/08/potpisan-sporazum-o-predaji-zupe-sv-josipa-u-durdenovcu-na-upravu-pozeskoj-biskupiji/
4. https://pozeska-biskupija.hr/2023/08/13/uveden-u-sluzbu-novi-durdenovacki-zupnik-2/